# كأس النمسا 2015–16
كأس النمسا 2015–16 (بالألمانية: Österreichischer Fußball-Cup 2015/16)‏ هو الموسم 81 من كأس النمسا. أقيم خلال الفترة 17 يوليو 2015 وحتى 19 مايو 2016، وأشرف على تنظيمه اتحاد النمسا لكرة القدم، وكان عدد الأندية المشاركة فيه 64، وفاز فيه ريد بل زالتسبورغ.